# Eldonnia kayaensis
Eldonnia kayaensis (Paik, 1965) è un ragno appartenente alla famiglia Linyphiidae.
È l'unica specie nota del genere Eldonnia.

## Distribuzione
La specie è stata rinvenuta in Russia, Corea e Giappone.

## Tassonomia
L'attuale denominazione è al posto di quella originaria: Eldonia Tanasevitch, 1996, in quanto esisteva già il genere Eldonia Walcott, 1911, enigmatico fossile, probabilmente un'echinoderma.
Dal 2009 non sono stati esaminati altri esemplari, né sono state descritte sottospecie al 2012.

### Specie sinonime del genere
- Eldonnia onoi (Saito, 1992); esemplari trasferiti dal genere Wubanoides Eskov, 1986 e posta in sinonimia con Eldonnia kayaensis (Paik, 1965) a seguito di un lavoro degli aracnologi Eskov & Marusik del 1994 sugli esemplari denominati Wubanoides kayacensis[1].